# Haploporus lateralis
Haploporus lateralis är en plattmaskart. Haploporus lateralis ingår i släktet Haploporus och familjen Haploporidae. Inga underarter finns listade i Catalogue of Life.